# Gay pride

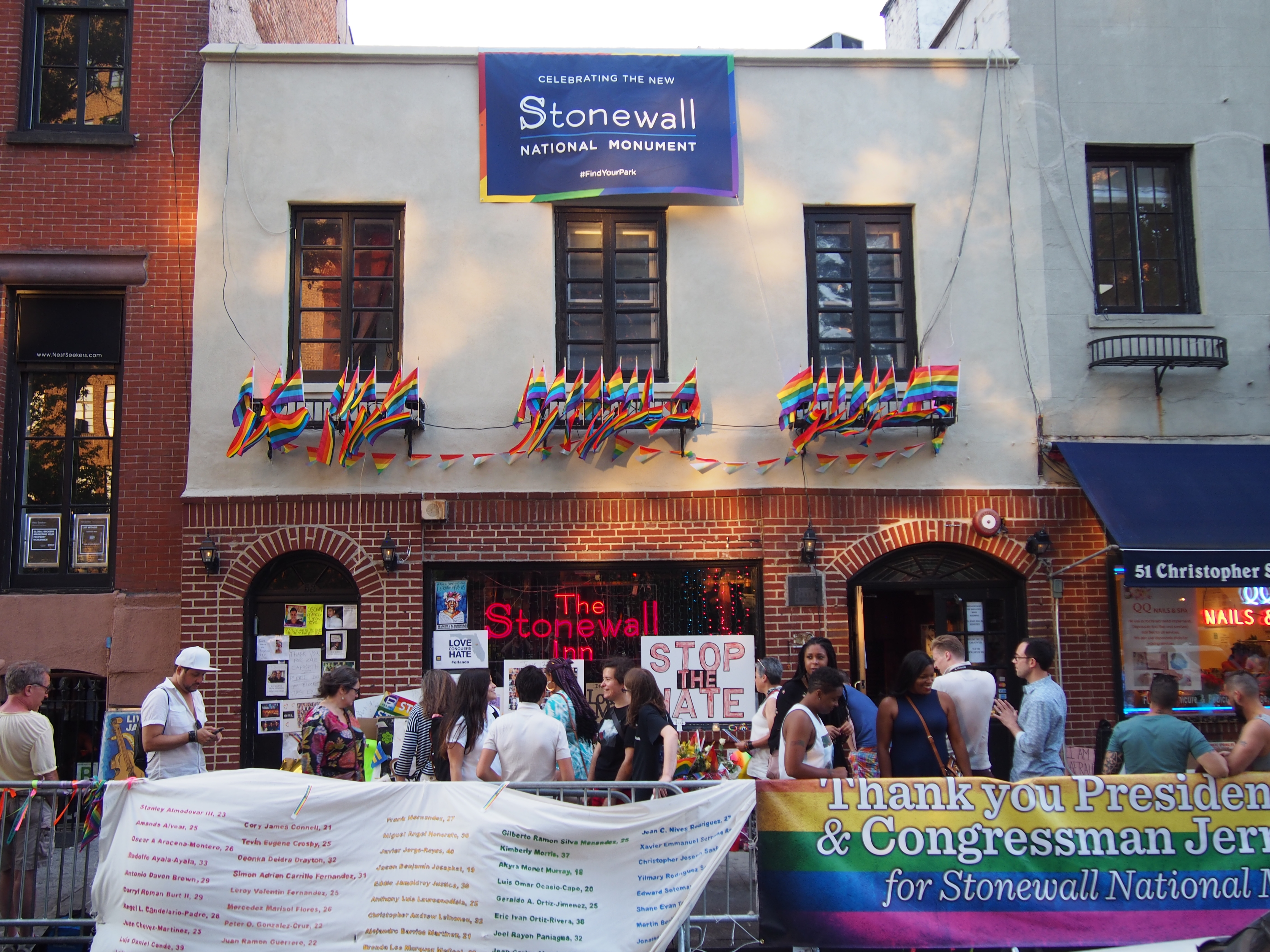
Stonewall Inn położona w dzielnicy gejowskiej Greenwich Village na Manhattanie, miejsce zamieszek na Stonewall w czerwcu 1969 r., kolebka nowoczesnego ruchu praw LGBT oraz ikona kultury LGBT i dumy gejowskiej, ozdobiona została flagami w kolorach tęczy.

Gay Pride, LGBT Pride, LGBTQ Pride, Pride (pol. Duma gejowska, duma LGBT, duma LGBTQ) – promowanie samoafirmacji, poczucia godności, równości i zwiększonej widoczności lesbijek, gejów, osób biseksualnych, transpłciowych i queer (LGBTQ) jako grupy społecznej. Duma, jako przeciwieństwo wstydu i napiętnowania społecznego, jest dominującym poglądem napędzającym większość ruchów na rzecz praw osób LGBT. Słowo „Pride” posłużyło do nadania nazw organizacjom LGBT, instytutom, fundacjom, tytułom książek, czasopismom oraz stacji telewizji kablowej i bibliotece Pride Library.
Od tego określenia wzięła się również nazwa corocznych uroczystości, odbywających się w miastach Stanów Zjednoczonych i całego świata, zwykle w formie parady celebrującej tożsamość i dumę ze swej orientacji lesbijek, gejów, osób biseksualnych i transpłciowych. Parady zwykle odbywają się w czerwcu, celem upamiętnienia zamieszek Stonewall, które wybuchły 28 czerwca w 1969 w Greenwich Village w Nowym Jorku i rozpoczęły ruch walki o prawa osób LGBT.

 
Od 2017 r. stan Nowy Jork przygotowywał się do zorganizowania w 2019 r. największego międzynarodowego święta dumy LGBT w historii, Stonewall 50 - WorldPride NYC 2019, dla upamiętnienia 50. rocznicy zamieszek w Stonewall. W Nowym Jorku, wydarzenia z okazji Stonewall 50 - WorldPride NYC 2019, zorganizowane przez Heritage of Pride, będą wzbogacone poprzez współpracę z działem LGBT programu I LOVE NY i mają obejmować centrum powitalne w tygodniach towarzyszących wydarzeniom z okazji Stonewall 50 - WorldPride NYC 2019, które będzie otwarte dla wszystkich. Dodatkowe atrakcje artystyczne, kulturalne i edukacyjne z okazji 50. rocznicy zamieszek w Stonewall Inn będą miały miejsce na terenie całego miasta i na całym świecie.

Oryginalna flaga dumy gejowskiej z ośmioma paskami. Po raz pierwszy pokazana w 1978 roku na San Francisco Gay Freedom Day Parade

Powszechnie spotykanymi symbolami dumy są tęczowa flaga, mała litera grecka lambda (λ), różowy trójkąt i czarny trójkąt, gdzie trójkąty, odznaki wstydu z nazistowskich obozów koncentracyjnych, zostały poddane ponownemu przywłaszczeniu/odzyskaniu przez społeczność LGBT.

## Tło historyczne

### Prekursorzy Pride
Dyskurs anty-LGBT w tych czasach utożsamiał homoseksualność mężczyzn i kobiet z chorobą psychiczną. Zainspirowany hasłem „Black is Beautiful” („Czarne jest piękne”) Stokely'ego Carmichaela, pionier praw obywatelskich i uczestnik Annual Reminders, Frank Kameny, w 1968 r. stworzył slogan „Gay is Good” („Gejowskie jest dobre”) w celu przeciwdziałania stygmatyzacji i osobistemu poczuciu winy i wstydu.

### Dzień Wyzwolenia Christopher Street
Wczesnym rankiem w sobotę 28 czerwca 1969 r. lesbijki, geje, osoby biseksualne i transpłciowe zbuntowali się po nalocie policji na Stonewall Inn, bar dla gejów przy 43 Christopher Street w Greenwich Village na Manhattanie. Te zamieszki, dalsze protesty i zamieszki w ciągu następnych nocy były przełomowym momentem we współczesnym ruchu praw LGBT i impulsem do organizowania marszów LGBT na znacznie większą skalę publiczną.
2 listopada 1969 r. Craig Rodwell, jego partner Fred Sargeant, Ellen Broidy i Linda Rhodes zaproponowali pierwszy marsz dumy, który miał się odbyć w Nowym Jorku w drodze rezolucji na spotkaniu Regionalnej Konferencji Organizacji Homofilskich (ERCHO) w Filadelfii.
Wszyscy uczestnicy spotkania ERCHO w Filadelfii głosowali za marszem, z wyjątkiem Mattachine Society of New York, które wstrzymało się od głosu. Członkowie Gay Liberation Front (GLF) uczestniczyli w spotkaniu i zasiedli jako goście grupy Rodwell, Homophile Youth Movement in Neighborhoods (HYMN).
Spotkania w celu zorganizowania marszu rozpoczęły się na początku stycznia w mieszkaniu Rodwella przy ulicy Bleecker 350. Początkowo trudno było wysyłać przedstawicieli do głównych organizacji nowojorskich, takich jak Gay Activists Alliance (GAA). Craig Rodwell i jego partner Fred Sargeant, Ellen Broidy, Michael Brown, Marty Nixon i Foster Gunnison z Mattachine stanowili główną grupę Komitetu Parasolowego CSLD (CSLDUC). W celu uzyskania początkowego finansowania Gunnison pełnił funkcję skarbnika i szukał darowizn od krajowych organizacji homoseksualnych i sponsorów, podczas gdy Sargeant zabiegał o darowizny za pośrednictwem listy mailingowej klientów Oscar Wilde Memorial Bookshop, a Nixon pracował nad uzyskaniem wsparcia finansowego od GLF na stanowisku skarbnika tej organizacji. Innymi filarami komitetu organizacyjnego byli Judy Miller, Jack Waluska, Steve Gerrie i Brenda Howard z GLF. Wierząc, że więcej ludzi wyruszy na marsz w niedzielę, i aby uczcić datę powstania Stonewall, CSLDUC wyznaczyło datę pierwszego marszu na niedzielę, 28 czerwca 1970 r. Wraz z zastąpieniem Dicka Leitscha na stanowisku prezesa Mattachine NY przez Michaela Kotisa w kwietniu 1970 r. Zakończył się sprzeciw Mattachine wobec marszu.
Brenda Howard znana jest jako „Matka Pride” za pracę nad koordynacją marszu. Howard zapoczątkowała także pomysł na trwającą tydzień serię imprez wokół parady, która stała się genezą corocznych uroczystości LGBT Pride, które odbywają się obecnie na całym świecie w czerwcu. Dodatkowo Howardowi wraz z innymi działaczami LGBT Robertem A. Martinem (znanym również jako Donny the Punk) i L. Craigiem Schoonmakerem przypisuje się popularyzację słowa „Pride”, aby opisać te uroczystości. Jako działacz na rzecz praw LGBT Tom Limoncelli ujął, „Następnym razem gdy ktoś zapyta, dlaczego istnieją marsze dumy LGBT lub dlaczego miesiąc dumy [LGBT] to czerwiec, powiedz im: „biseksualna kobieta o imieniu Brenda Howard pomyślała, że powinny”.

Było trochę otwartej wrogości, ale niektórzy przechodnie bili brawo, kiedy wysoka, ładna dziewczyna niosąca znak „Jestem lesbijką” przeszła obok.

28 czerwca 1970 r. przypada pierwsza rocznica zamieszek w Stonewall i pierwszy marsz Gay Pride w historii USA, obejmujący 51 bloków do Central Parku. Marsz zajął mniej niż połowę zaplanowanego czasu ze względu na emocje, ale także ze względu na ostrożność w przechodzeniu przez miasto z gejowskimi sztandarami i znakami. Chociaż pozwolenie na paradę zostało wydane zaledwie dwie godziny przed rozpoczęciem marszu, maszerujący napotkali niewielki opór gapiów. New York Times doniósł (na pierwszej stronie), że maszerujący zajęli całą ulicę na około 15 bloków. Raporty The Village Voice były pozytywne, opisując „zewnętrzny opór, który wyrósł z policyjnego nalotu na Stonewall Inn rok temu”.

### Rozpowszechnienie

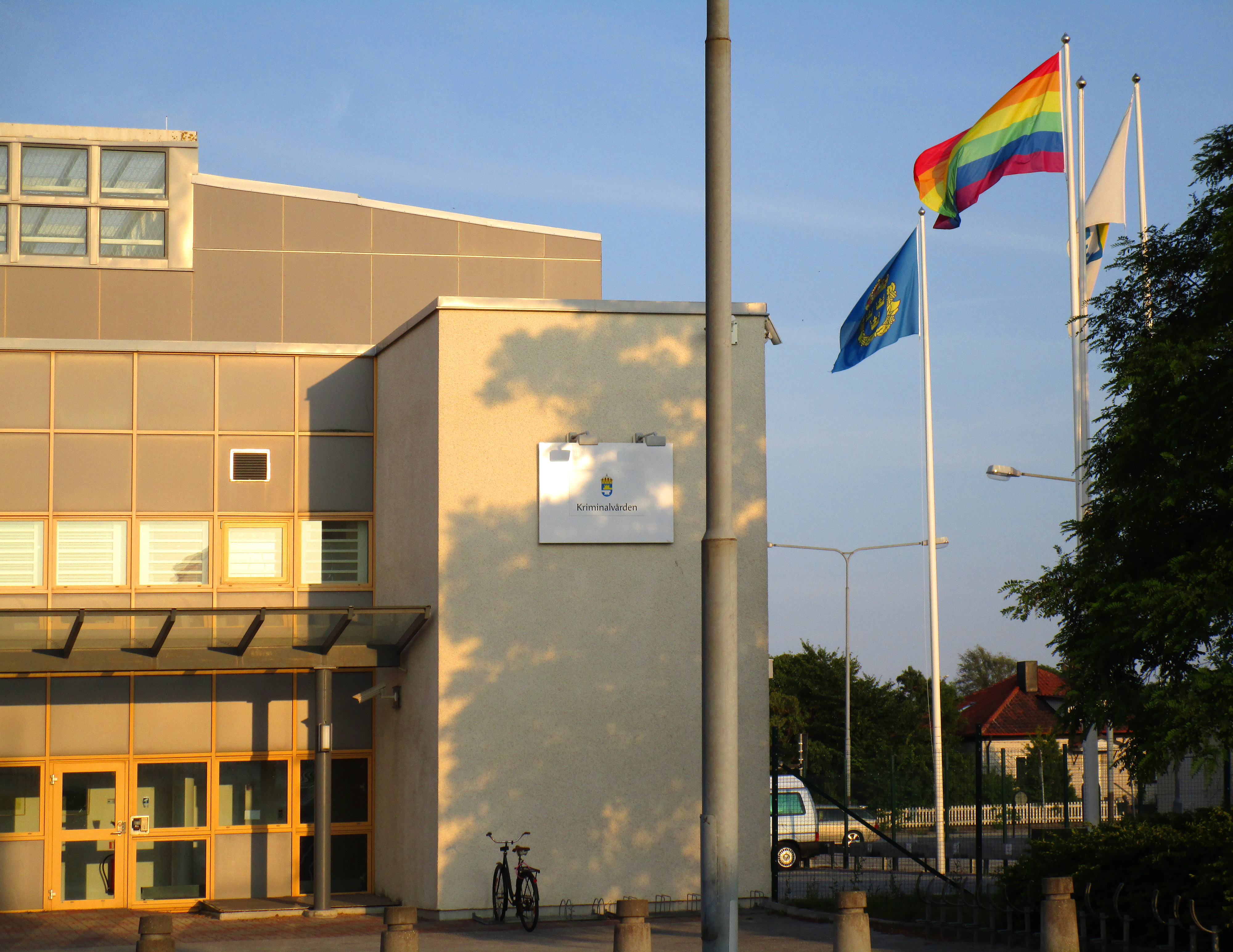
Dom policji w Visby wyświetlający flagę dumy LGBT podczas tygodnia dumy w Sztokholmie w 2014 roku.

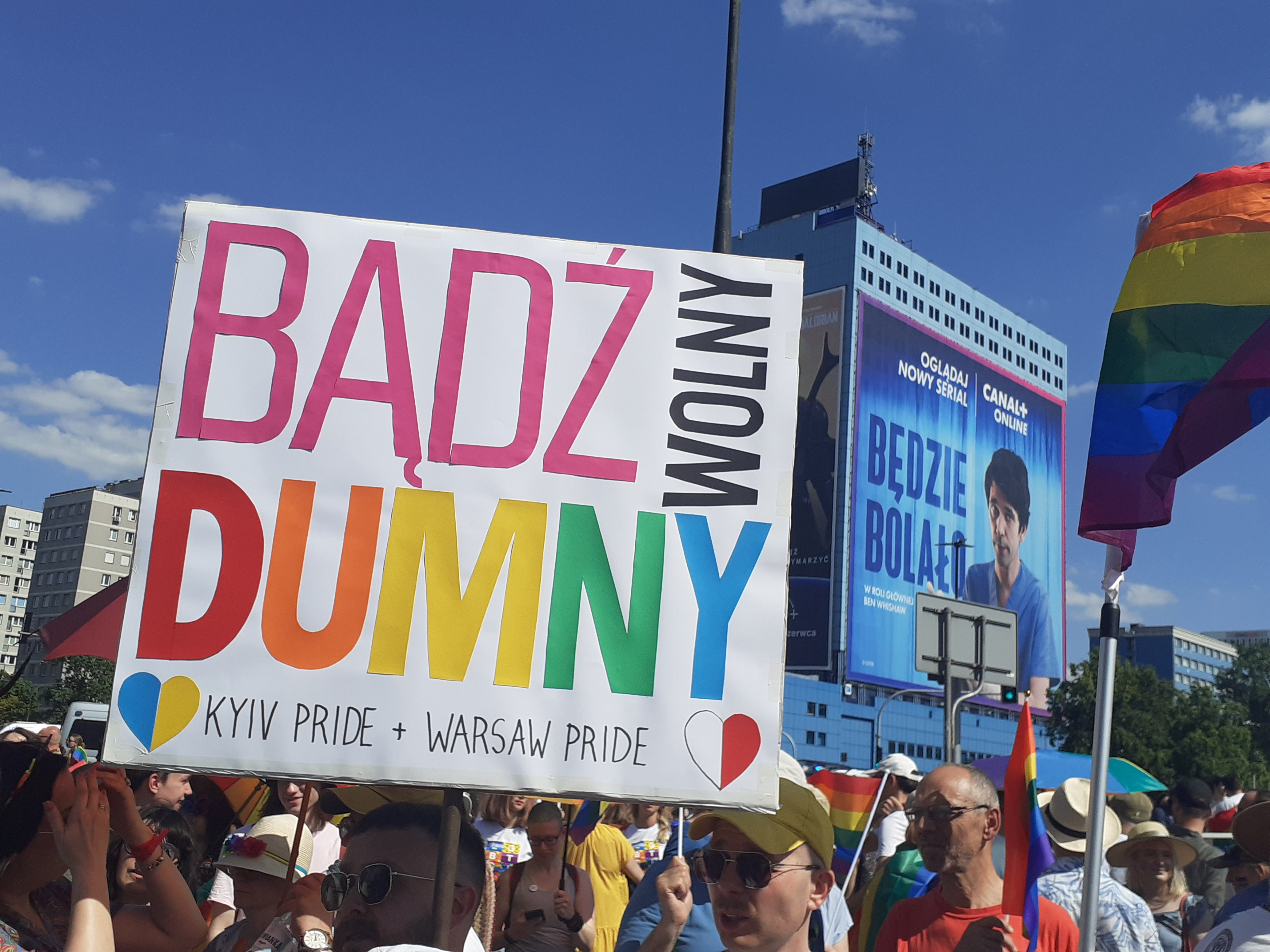
Przekaz dumy LGBT na Paradzie Równości w 2022.

W sobotę 27 czerwca 1970 roku Chicago Gay Liberation zorganizowało marsz z Washington Square Park („Bughouse Square”) do Water Tower na skrzyżowaniu Michigan Avenue i Chicago Avenue, co było pierwotnie zaplanowaną trasą, a następnie wielu uczestników natychmiast maszerowało do Civic Center (Richard J. Daley) Plaza. Data została wybrana, ponieważ wydarzenia Stonewall rozpoczęły się w ostatnią sobotę czerwca, a organizatorzy chcieli dotrzeć do maksymalnej liczby kupujących na Michigan Avenue. Kolejne parady w Chicago odbwayły się w ostatnią niedzielę czerwca, zbiegając się z datą wielu podobnych parad w innych miejscach. Następnie podczas tego samego weekendu grupy aktywistów gejowskich na zachodnim wybrzeżu Stanów Zjednoczonych odbyły marsz w Los Angeles i marsz oraz „Gay-in” w San Francisco.
W następnym roku marsze Gay Pride odbyły się w Bostonie, Dallas, Milwaukee, Londynie, Paryżu, Berlinie Zachodnim i Sztokholmie. Do 1972 r. uczestniczące miasta obejmowały Atlanta, Brighton, Buffalo, Detroit, Waszyngton, Miami i Filadelfię a także San Francisco.
Frank Kameny szybko zdał sobie sprawę z zasadniczej zmiany wywołanej zamieszkami w Stonewall. Organizator aktywizmu gejowskiego w latach 50. był przyzwyczajony do perswazji, i prób przekonania osób heteroseksualnych, że osoby LGBT nie różnią się od nich. Kiedy pięć lat wcześniej aktywiści LGBT maszerowali przed Białym Domem, Departamentem Stanu i Independence Hall, ich celem było wyglądanie, jakby mogli pracować dla rządu USA. Dziesięć osób maszerowało wtedy z Kamenym i nie powiadomili żadnej prasy o swoich zamiarach. Chociaż był oszołomiony wstrząsem, jaki wywołali uczestnicy Dorocznego Przypomnienia w 1969 roku, zauważył później: „Do czasu Stonewall mieliśmy w kraju pięćdziesiąt do sześćdziesięciu grup gejowskich. Rok później było ich co najmniej półtora tysiąca. Dwa lata później, o ile można było liczyć, było ich dwa tysiące pięćset.”
Randy Wicker opisał swój wcześniejszy wstyd jako „jeden z największych błędów swojego życia”. Obraz zemsty społeczności LGBT na policji, po tylu latach pozwalania na to, by homofobiczne traktowanie nie było kwestionowane, „poruszył nieoczekiwanego ducha wśród wielu homoseksualistów”. Kay Lahusen, która fotografowała marsze w 1965 r., oświadczyła: „Do 1969 r. ruch ten był ogólnie nazywany ruchem homoseksualnym lub homofilnym... Wielu nowych aktywistów uważa zamieszki Stonewall za narodziny ruchu wyzwolenia LGBT. Z pewnością narodziny dumy gejowskiej na masową skalę.”

### Miesiąc Dumy LGBT

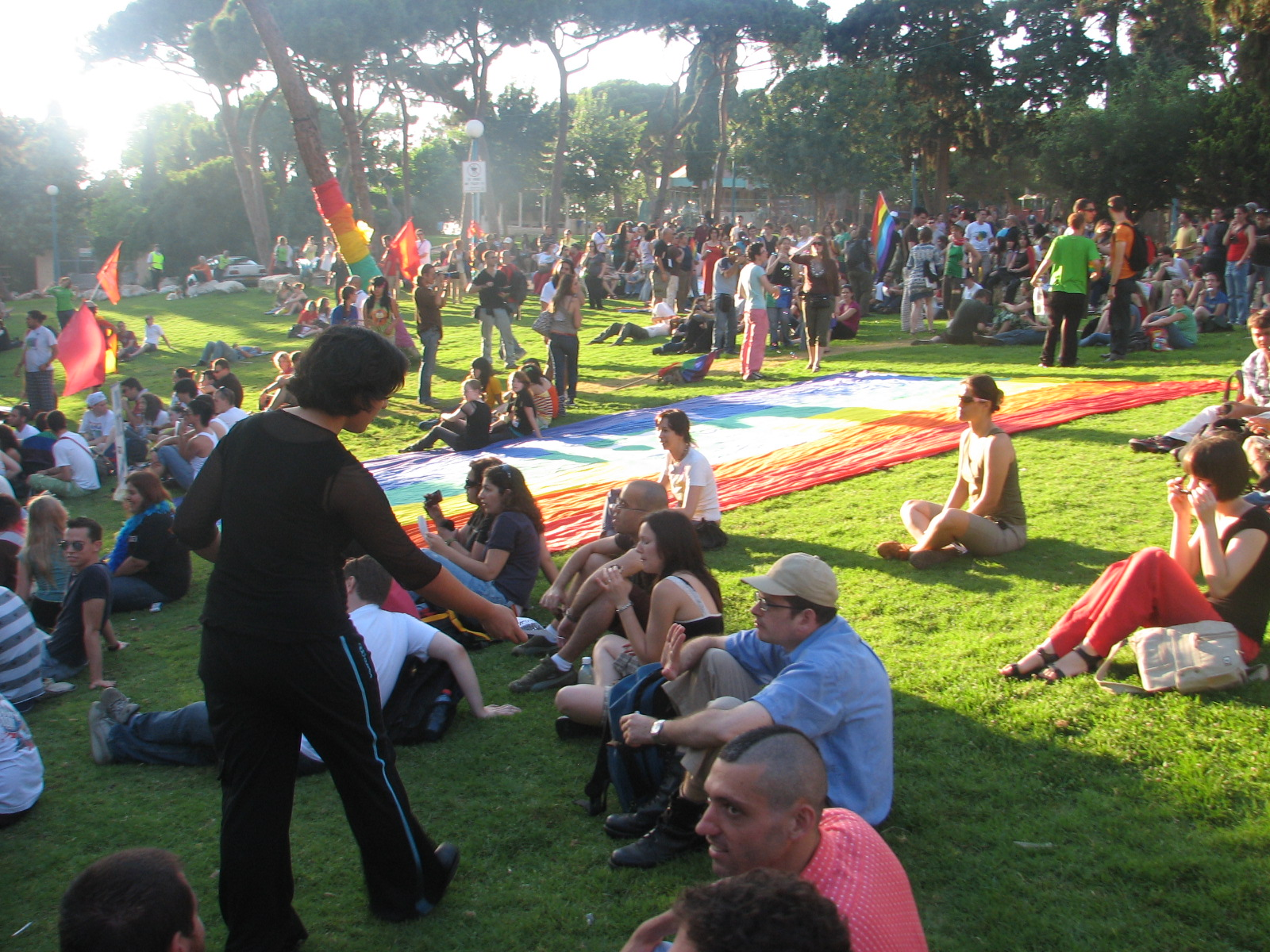
Parada HBT w Carmel, Hajfa, Izrael

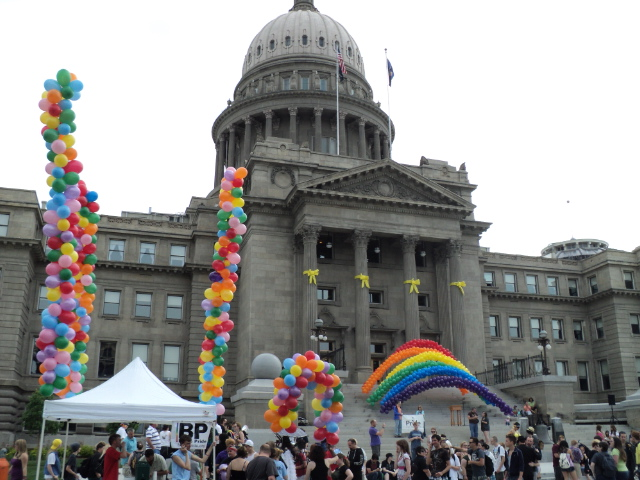
Boise Pride w Idaho.

Czerwiec został wybrany na Miesiąc Dumy LGBT dla upamiętnienia zamieszek w Stonewall, które miały miejsce pod koniec czerwca 1969 roku. W rezultacie w tym miesiącu odbywa się wiele imprez związanych z dumą, aby rozpoznać wpływ osób LGBT na świat. Brenda Howard znana jest jako „Matka Pride”, za koordynację pierwszego marszu LGBT Pride, oraz za zapoczątkowanie tygodniowej serii wydarzeń wokół Pride Day, które stały się genezą corocznych uroczystości Dumy LGBT, które odbywają się na całym świecie w czerwcu. Dodatkowo Howard wraz z innymi działaczami na rzecz praw LGBT Robertem A. Martinem (znanym również jako Donny the Punk) i L. Craigiem Schoonmakerem przypisuje się popularyzację słowa „Duma”, aby opisać te uroczystości.
Dwóch prezydentów Stanów Zjednoczonych oficjalnie ogłosiło Miesiąc Dumy. Po pierwsze, prezydent Bill Clinton ogłosił czerwiec „Miesiącem Dumy Gejów i Lesbijek” w 1999 i 2000 roku. Następnie, od 2009 do 2016 roku, każdego roku pełniąc urząd prezydent Barack Obama ogłaszał czerwiec Miesiącem Dumy LGBT. Donald Trump został pierwszym republikańskim prezydentem, który uznał istnienie Miesiąca Dumy LGBT w 2019 r., (zrobił to poprzez tweetowanie, a nie oficjalne ogłoszenie).
Począwszy od 2012 r. Google wyświetlało niektóre wyniki wyszukiwania związane z LGBT w różnych kolorach tęczy każdego roku w czerwcu. W 2017 r. Google umieściło również zaznaczone na tęczowo ulice na Google Maps, aby wyświetlać marsze Gay Pride na całym świecie.

## Krytyka

### „Straight Pride”
„Straight Pride” i „Heterosexual Pride” są analogicznymi hasłami, które kontrastują heteroseksualność z homoseksualnością poprzez naśladowanie sformułowania „Gay Pride”.